# Мазачо
Мазачо (итал. Masaccio), рођен као Томазо ди сер Ђовани (итал. Tommaso di ser Giovanni di Mone Cassai, Masaccio; Сан Ђовани Валдарно, 21. децембар 1401. — Рим, 1428) уз Ђота важи за најзначајнијег италијанског сликара ране Ренесансе.  Посебно је познат по својим реалистичним фрескама. Према Вазарију, Мазачо је био најбољи сликар своје генерације због своје вештине имитације природе, рекреације реалистичних фигура и покрета, као и убедљивог осећаја за тродимензионалност. Он је користио актове и ранимирање у својим фигурама. Ово се ретко дешавало пре њега.
Од око 1417. године Мазачо је живео у Фиренци, где се сликарству учио код Мазолина. Ту је добио надимак Мазачо, што значи Велики Томазо, да би се разликовао од учитеља (Мазолино значи Мали Томазо). Године 1422. постао је члан сликарског цеха. Научио је математичке принципе перспективе од архитекте Брунелескија, а од Донатела је преузео реалистично представљање људских фигура у простору. На њихов наговор је 1423. године боравио и учио у Риму.
Мазачо и Мазолино су 1425—28. осликали капелу Бранкачи у фирентинској цркви Санта Марија дел Кармине. Ту су представили живот апостола Петра. Ту се налазе сцене Светог Петра како исцељује болесне својом сенком, држи проповеди, васкрсава мртве и најпознатија фреска у капели - Порески новчић. Ова колосална дела је импресивно по својој експресивности, употреби перспективе и боје, тако да је служило као инспирација за генерације каснијих уметника, попут Микеланђела. Фреске које Мазачо није завршио због преране смрти, завршио је Филипино Липи.
Године 1426. израдио је полиптих за цркву Санта Марија дел Кармине у Пизи, а 1425. године насликао је знамениту фреску Свето тројство у цркви Санта Марија Новела у Фиренци. То је први пример употребе линеарне перспективе у сликарству и анатомски прецизног приказа људског тела.
Мазачо је умро у лето 1428. године са само 27 година живота. Након што је чуо за Мазачову смрт, Филипо Брунелески је изјавио: „Претрпели смо велики губитак.
У својим фрескама је употребом перспективе, боје, светлости и реалистичним приказом постигао до тада невиђене ефекте и створио нови сликарски језик. И поред своје ране смрти, Мазачова уметност је оставила снажан и трајан печат на уметност Ренесансе. Удаљио је италијанско сликарство од идеализма и декоративности готичке уметности, и приближио га природи и идејама хуманизма.

## Рани живот
Мазачо је рођен у породици Ђовани ди Симоне Касај и Јакопа ди Мартиноцо у Кастел Сан Ђовани ди Алтура, сада Сан Ђовани Валдарно (данас део провинције Арецо, Тоскана). Његов отац је био нотар, а мајка кћерка гостионичара из Барберина ди Муђела, града неколико миља северно од Фиренце. Његово породично име, Касај, потиче од заната његовог деде по оцу Симона и ујака Лоренца, који су били столари (casse, дакле cassai). Мазачов отац је умро 1406. године, када му је било само пет година; касније те исте године рођен је његов брат, назван Ђовани (1406–1486) по њиховом оцу. Он је такође требало да постане сликар, са надимком ло Шегија што значи „ивер“. Мона Јакопа се 1412. године удала за остарелог апотекара, Тедеска ди маестра Феа, који је већ имао неколико ћерки, од којих се једна касније удала за документованог сликара из Кастел Сан Ђованија, Мариото ди Кристофана (1393–1457).
Не постоје докази о Мазачовом уметничком образовању, међутим ренесансни сликари су традиционално започињали каријеру шегртовањем код познатог мајстора са око 12 година. Мазачо би вероватно морао да се пресели у Фиренцу да би стекао обуку, али његово присуство није документовано у граду све док се 7. јануара 1422. није придружио цеху сликара (Arte de' Medici e Speziali) као самостални мајстор, потписујући се као „Масус С. Јоханис Симонис пиктор попули С. Никола де Флоренција“.

## Рани радови
Прва дела која се приписују Мазачу су триптих Сан Ђовенале (1422), који се сада налази у Мазачовом Музеју свете уметности у Каши ди Ређело код Фиренце, и Богородица и дете са Светом Аном (Сант'Ана Метерза) (око 1424) у Уфизи.
Олтарска слика Сан Ђовенале откривена је 1961. године у цркви Сан Ђовенале у Каши ди Ређело, веома близу Мазачијевог родног града. На централном панелу су приказана Богородица и дете са анђелима, Св. Вартоломеј и Влахо на левој табли, а Св. Јувенал (тј. Сан Ђовенале) и Ентони Абот у десном панелу. Слика је изгубила велики део свог првобитног оквира, и њена површина је јако изгребана. Ипак, Мазачова брига да сугерише тродимензионалност кроз волуметријске фигуре и скраћене форме је очигледна и представља оживљавање Ђотовог приступа, а не наставак савремених трендова.
Други рад је можда била прва Мазачова сарадња са старијим и већ познатим уметником Масолином да Паникалом (1383/4 – око 1436). Околности сарадње двојице уметника су нејасне; пошто је Масолино био знатно старији, чини се вероватним да је под своје окриље довео Мазача, али је подела руку у Богородици и Детету са Светом Аном толико изражена да је тешко видети старијег уметника као контролну фигуру у овој комисији. Верује се да је Масолино насликао лик Свете Ане и анђела који држе почасни плашт иза ње, док је Мазачо насликао важнију Богородицу и Дете на њиховом престолу. Масолинове фигуре су деликатне, грациозне и помало равне, док су Мазачове чврсте и крупне.

## Одабрани радови
- San Giovenale Triptych (1422)  темпера на панелу, 108 x 153 cm, Каша ди Ређело
- Madonna with Child (1424)  – темпера на панелу, 24 x 18 cm, Палацо Векио, Фиренца
- Virgin and Child with Saint Anne (1424–1425)  – темпера на панелу, 175 x 103 cm, Уфици, Фиренца
- The Tribute Money (1424–1428)  – фреска, 247 x 597 cm, Капела Бранкачи, Фиренца
- Holy Trinity (1425–1428)  – фреска, 667 x 317 cm, Санта Марија Новела, Фиренца
- Portrait of a Young Man (1425) –  дрво, Национална галерија уметности, Вашингтон
- Madonna with Child and Angel (1426)  – уље на плочи, Национална Галерија, Лондон
- Crucifixion (c. 1426)  – темпера на панелу, 83 x 63 cm, Музеј Каподимонте, Напуљ
- St. Paul (1426)  – темпера на панелу, 51 x 30 cm, Национални музеј, Пиза
- St. Jerome and St. John the Baptist (c. 1426–1428)  панел, 114 x 55 cm, Национална Галерија, Лондон
- Nativity (Berlin Tondo) (1427–1428)  – темпера на дрвету, пречник 56 cm, Државни музеј Берлина, Берлин
- St Andrew  – уље на плочи, 51 x 31 cm, Џ. Пол Гети Музеј, Лос Анђелес